# Robert Michael Ballantyne
Robert Michael Ballantyne (24. dubna 1825 Edinburgh – 8. února 1894 Řím) byl skotský spisovatel. Jednalo se také o dobrého malíře, některé své akvarely vystavoval v Royal Scottish Academy.

## Život
Narodil se v Edinburghu v rodině proslulých tiskařů a vydavatelů. V šestnácti letech odešel do Kanady, kde byl šest let zaměstnán u Hudson’s Bay Company. Ze svých zážitků v kanadské divočině pravděpodobně později vycházel při psaní knihy Snowflakes and Sunbeams. Kvůli dlouhému odloučení od rodiny často psal dopisy matce, díky čemuž zřejmě přišel ke své lásce k psaní.
Roku 1847 se vrátil do Skotska a o rok později vydal svou první knihu – Hudson’s Bay: or, Life in the Wilds of North America. Po nějaký čas byl zaměstnán u vydavatelství Messrs Constable, ale roku 1856 se začal naplno věnovat literatuře, zejména dobrodružným příběhům pro mladé. V roce 1857 vydal své první velké dílo – Korálový ostrov (The Coral Island, v roce 1981 byla zfilmována).
Pozdější roky svého života strávil v Harrow. Zemřel v Římě, kde se chtěl zbavit důsledků své přepracovanosti.

## Dílo
Chtěl psát na základě faktů, nejlépe podle vlastních vědomostí. Kvůli tomu jeden čas sloužil jako londýnský hasič nebo pracoval s horníky v cornwallských cínových dolech.

### Seznam děl
- The Hudson Bay Company (1848)
- The Young Fur Traders (1856)
- Mister Fox. A Children's Nursery Rhyme (1856)
- The Coral Island (1857)
- Ungava (1858)
- Martin Rattler (1858)
- Handbook to the new Goldfields (1858)
- The Dog Crusoe and his Master (1860)
- The World of Ice (1860)
- The Gorilla Hunters (1861)
- The Golden Dream (1861)
- The Red Eric (1861)
- Away in the Wilderness (1863)
- Fighting the Whales (1863)
- The Wild Man of the West (1863)
- Man on the Ocean (1863)
- Fast in the Ice (1863)
- Gascoyne (1864)
- The Lifeboat (1864)
- Chasing the Sun (1864)
- Freaks on the Fells (1864)
- The Lighthouse (1865)
- Fighting The Flames (1867)
- Silver Lake (1867)
- Deep Down (1868)
- Shifting Winds (1868)
- Hunting the Lions (1869)
- Over the Rocky Mountains (1869)
- Saved by the Lifeboat (1869)
- Erling the Bold (1869)
- The Battle and the Breeze (1869)
- Up in the Clouds (1869)
- The Cannibal Islands (1869)
- Lost in the Forest (1869)
- Digging for Gold (1869)
- Sunk at Sea (1869)
- The Floating Light of the Goodwin Sands (1870)
- The Iron Horse (1879)
- The Norsemen in the West (1872)
- The Pioneers (1872)
- Black Ivory (1873)
- Life in the Red Brigade (1873)
- Fort Desolation (1873)
- The Ocean and its Wonders (1874)
- The Butterfly's Ball and the Grasshopper's Feast (1874)
- The Story of the Rock (1875)
- Rivers of Ice (1875)
- Under the Waves (1876)
- The Settler and the Savage (1877)
- In the Track of the Troops (1878)
- Jarwin and Cuffy (1878)
- Philosopher Jack (1879)
- Six Months at the Cape (1879)
- Post Haste (1880)
- The Lonely Island (1880)
- The Red Man's Revenge (1880)
- My Doggie and I (1881)
- The Life of a Ship (1882)
- The Kitten Pilgrims (1882)
- The Giant of the North (1882)
- The Madman and the Pirate (1883)
- Battles with the Sea (1883)
- The Battery and the Boiler (1883)
- The Thorogood Family (1883)
- The Young Trawler (1884)
- Dusty Diamonds, Cut and Polished (1884)
- Twice Bought (1885)
- The Island Queen (1885)
- The Rover of the Andes (1885)
- The Prairie Chief (1886)
- The Lively Poll (1886)
- Red Rooney (1886)
- The Big Otter (1887)
- The Fugitives (1887)
- Blue Lights (1888)
- The Middy and the Moors (1888)
- The Eagle Cliff (1889)
- The Crew of the Water Wagtail (1889)
- Blown to Bits (1889)
- The Garret and the Garden (1890)
- Jeff Benson (1890)
- Charlie to the Rescue (1890)
- The Coxswain's Bride (1891)
- The Buffalo Runners (1891)
- The Hot Swamp (1892)
- Hunted and Harried (1892)
- The Walrus Hunters (1893)
- An Author's Adventures (1893)
- Wrecked but not Ruined (1895)